# Lumbung Kauh
Lumbung Kauh is een bestuurslaag in het regentschap Tabanan van de provincie Bali, Indonesië. Lumbung Kauh telt 977 inwoners (volkstelling 2010).